# Bertram Seger
Bertram Seger (* 30. Dezember 1929 in Schaan; † 10. Januar 1978 in Vaduz) war ein Radrennfahrer aus Liechtenstein.

## Sportliche Laufbahn
Als Amateur wurde er 1951 11. in der Österreich-Rundfahrt, wobei er in der Schweizer Nationalmannschaft startete. Danach wurde er Unabhängiger.
1952 und 1953 war er für Liechtenstein bei den Strassenradsport-Weltmeisterschaften im Rennen der Profis am Start. Beide Rennen beendete er nicht. 1954 bestritt er die Tour de France im „Team Luxemburg-Mixed“, konnte die Rundfahrt aber nicht beenden. Seger war der erste Radrennfahrer aus Liechtenstein, der bei der Tour de France an den Start ging. In der Tour de Suisse 1953 kam er auf den 36. Rang.